# Reinier van Brummelen
Reinier van Brummelen (* 1961 in Hilversum) ist ein niederländischer Kameramann.

## Leben
Van Brummelen absolvierte seine Ausbildung an der Vrije Academie in Den Haag, wo er vor allem Workshops des Filmemachers Frans Zwartjes besuchte. Seit Mitte der 1980er Jahre war er als Kameramann an mehreren Kurzfilmen beteiligt. Zudem war er an mehreren Film- und -fernsehprojekten im Bereich der Beleuchtung beteiligt. 1988 war er Oberbeleuchter bei Peter Greenaways Film Verschwörung der Frauen. Später wurde van Brummelen zum Chefkameramann mehrerer Produktion von Greenaway. Ein weiterer Regisseur, mit dem er mehrere Male kooperierte, ist Ben Sombogaart. Van Brummelens Schaffen umfasst mehr als drei Dutzend Film- und Fernsehproduktionen.
Für seine Arbeit an Nightwatching – Das Rembrandt-Komplott war er für das Goldene Kalb in der Kategorie Beste Kamera nominiert.

## Filmografie (Auswahl)
- 1992: Das Taschenmesser (Het zakmes)
- 1998: Dublin Desperados (Crush Proof)
- 1998: Abeltje, der fliegende Liftboy (Abeltje)
- 1999: 8 1/2 Frauen (Eight and a Half Women)
- 2000: Christie Malrys blutige Buchführung (Christie Malry's Own Double-Entry)
- 2003: The Tulse Luper Suitcases, Part I (The Tulse Luper Suitcases, Part 1: The Moab Story)
- 2004: The Tulse Luper Suitcases, Part II (The Tulse Luper Suitcases: Antwerp)
- 2004: The Tulse Luper Suitcases, Part III (The Tulse Luper Suitcases, Part 3: From Sark to the Finish)
- 2004: Der Venedig Code (Tempesta)
- 2004: Europäische Visionen (Visions of Europe) (Segment European Showerbath)
- 2006: Kreuzzug in Jeans (Kruistocht in spijkerbroek)
- 2007: Nightwatching – Das Rembrandt-Komplott (Nightwatching)
- 2008: Rembrandts Nachtwache –  Geheimnisse eines Gemäldes (Rembrandt’s J’Accuse…!)
- 2009: The Marriage
- 2012: Goltzius and the Pelican Company
- 2012: Koning van Katoren
- 2014: Labyrinthus
- 2015: Eisenstein in Guanajuato